# Цеструм
Цеструм (Cestrum) е род от около 250 вида храсти от семейство Картофови (Solanaceae), храст, някои видове са катерливи, отглеждат се на открито в топлите региони.

## Описание
Вечнозелен многогодишен храст, който достига до височина над 2 m. Цветовете са камбанковидни, издължени и разширени в основата, петделни, с пет тичинки. На цвят са червени, жълти, зеленикави, в лила или бели, обикновено много ароматни. Листата са тесни, вечнозелени, заострени, прости (ненарязани), гладки от горната и леко мъхести от долната страна. Познати са над 200 вида, като на пазара най-известни са C. purpureum с червени цветове и C. aurantiacum с яркожълти цветове. Семената са в червен или черен мек плод. В периода на израстване храстът се полива обилно и редовно се снабдява с хранителни вещества. До август месец се наторява всяка седмица. През зимния период растението се полива пестеливо и не се тори. Пресажда се в края на зимата в големи съдове с градинска почва. Предпочита слънчево и топло място. Ако го отглеждате в стайна обстановка през зимата, го дръжте в стая с южно изложение и близо до светлина. Температурата трябва да е около 8 °C. През лятото задължително го изнесете на терасата и го оставете на пряка слънчева светлина. Размножаването се извършва през пролетта чрез резници. Високата влажност е предпоставка за доброто му развитие.

### Размери
Височина до 3 m, широчина – до 1,2 m.

### Минимални температури
Около -5 °C загива, при 0 °C окапват листата и загива новият прираст.

### Цветове
Бели, червени, жълти, лила.

### Токсичност
Внимание – всички части на това растение са токсични и могат да предизвикат гастроентерологични разстройства.

### Изложение
Частична сянка, светло, директно слънцеогряване.

## Отглеждане
Цеструмът е един от най-често садените градински светлолюбиви храсти в Северна и Южна Америка, може също да се отглежда и като саксийна култура. Ако бъде изложен на достатъчно светло, ще цъфти от януари до април. Мексиканските видове изискват минимални зимни температури от 7 °C до 10 °C, но видовете от Централна Америка предпочитат по-високи температури.

### Размножаване
Чрез резници, обикновено през февруари или началото на март, поставени в пясък или перлит, на топло, до покарване на корени, след което се засаждат в лека, добре дренирана почва. Могат да се отглеждат в саксия. В края на май могат да се извадят на открито. При обилно поливане ще нарастват буйно и до края на септември ще имаме големи и красиви растения. През есента цеструмът се подготвя за зимуване – засушава се за няколко дни, след което може да се премести на мястото, предвидено за зимуване. След прецъфтяване растението почива около месец – месец и половина, през този период се намалява поливането и се спира подхранването. Може да се пресади отново напролет в по-голяма саксия. Цеструмите много често са нападани от вредители, затова се препоръчва профилактично да се ползват широкоспектърни инсектициди и системни фунгициди за да се предпази от листни въшки, акари и гъбични заболявания.

### Подхранване
В края на зимата започва подготовка за пролетния растеж и цъфтеж – растението е добре да се пресади в богата на хумус почва или да се използват гранулирани торове, които се добавят в почвата в корените на растението, също е добре да се използват торове с високо ниво на азот (N) и фосфор (P) при поливане на всеки 20-25 дни.